# Craig Wilson (engenheiro)
Craig Wilson (Scarborough, 21 de julho de 1971) é um engenheiro aeronáutico e automotivo britânico que já exerceu cargos em várias equipes de Fórmula 1. Atualmente, ele é o chefe de desempenho de veículos do Formula One Group.

## Carreira
Wilson se formou no Imperial College London, no início da década de 1990, com mestrado em engenharia aeronáutica (1989-1993), tendo colaborado com a equipe de Fórmula 1 da Benetton em sua tese do último ano. Depois deste mestrado, ele concluiu um mestrado em engenharia automotiva na Universidade de Cranfield (1993-1994), durante o qual concluiu sua tese em conjunto com a Paul Stewart Racing.
Após concluir seus estudos universitários, Wilson se juntou à Paul Stewart Racing como engenheiro de dinâmica de veículos trabalhando em projetos de consultoria com a Ford Motor Company, incluindo um destacamento de 7 meses para os Estados Unidos. No final de 1995, ele se juntou à equipe de Fórmula 1 da Tyrrell como analista de dados. Essa função se desenvolveu para incluir modelagem de dinâmica de veículos, testes de plataforma e a posição de engenheiro de equipe de teste durante o seu período na Tyrrell.
No início de 1998, Wilson se juntou a equipe Williams como engenheiro de corrida de Heinz-Harald Frentzen. Posteriormente, ele se tornou engenheiro de corrida de Ralf Schumacher até o final da temporada de 2002, quando decidiu aceitar uma oferta da British American Racing (BAR) para trabalhar com Jenson Button como engenheiro de corrida sênior.
Wilson assumiu um novo desafio em sua carreira em dezembro de 2003, na função de engenheiro chefe de corrida. Nesta nova posição, ele assumiu a responsabilidade geral por todas as atividades de engenharia da BAR na pista de corrida durante a temporada de maior sucesso da equipe até então. A partir de 2006, Wilson continuou na posição de engenheiro chefe de corrida quando a equipe foi rebatizada para Honda Racing F1 Team. Cargo este que ele permaneceu até março de 2007, supervisionando os engenheiros de corrida locais da equipe de corrida. O engenheiro assistente era Andrew Shovlin.
Em abril de 2007, Wilson foi promovido ao cargo de engenheiro chefe da equipe Honda. Ele permaneceu nessa função até maio do ano seguinte, quando ele se tornou o chefe de engenharia e dinâmica de veículos da equipe, que após a retirada da Honda da Fórmula 1, foi transformada na Brawn GP para a temporada de 2009 e, na Mercedes Grand Prix em 2010. Onde Wilson permaneceu no mesmo cargo até maio de 2013.
Em janeiro de 2014, Coupland retornou para a equipe Williams como seu novo chefe de dinâmica de veículos, ele deixo a equipe britânica em dezembro de 2016.
Em maio de 2017, Coupland foi contratado pela Formula One Management para ele o cargo de chefe de desempenho de veículos.